# Barkarby Flygklubb

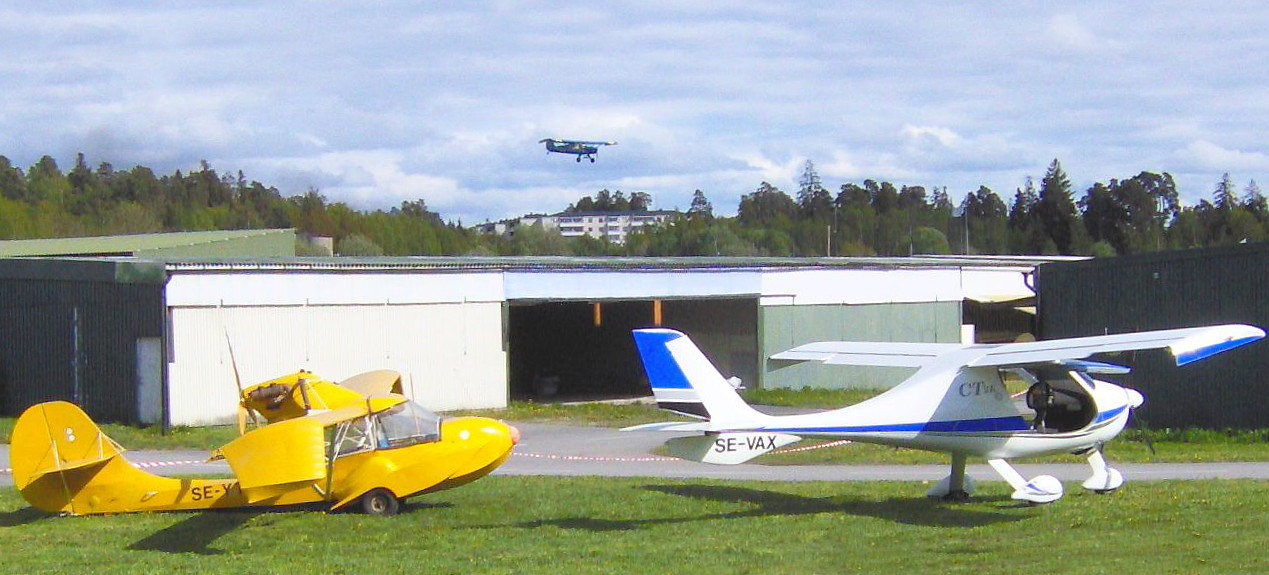
Barkarby flygklubb med flygplan och hangar. Ett plan är på väg att landa. I bakgrunden syns husen i Akalla.

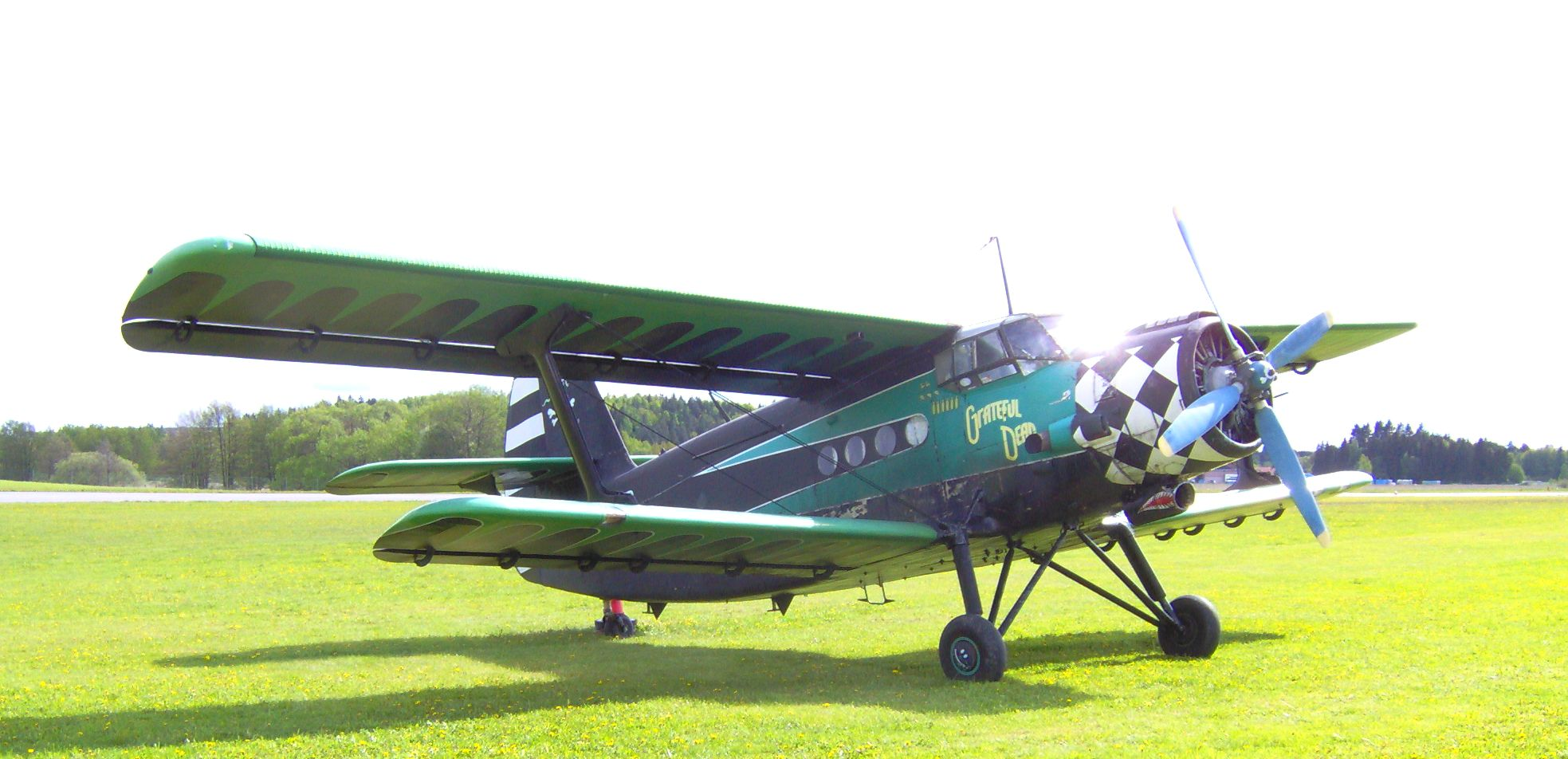
ES-CAB, ett polskbyggt exemplar av de drygt 18 000 Antonov An-2, som tillverkades mellan 1947 och 2000. Tidigare ägt och opererat av Aeroflot och Estonian Air. Numera privatägt och baserat på Barkarby Flygklubb

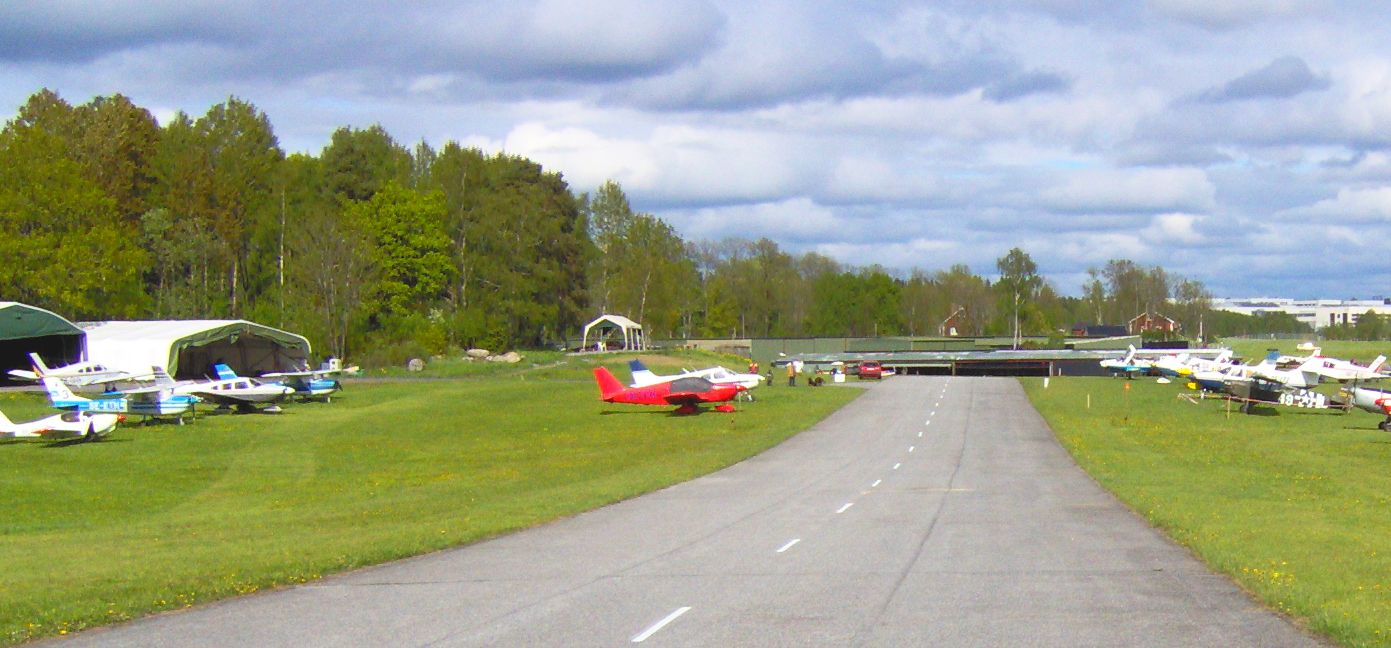
Barkarbys taxibana med parkerade flygplan.

Barkarby Flygklubb (BFK) fanns till 2010 på Stockholm-Barkarby flygplats, beläget i norra Storstockholm, där de arrenderade flygfältet som förut tillhörde F 8 Barkarby. 
Klubben bildades 1975 och hade vid avveckling över 600 medlemmar och 140 flygmaskiner.  Klubben hade efterhand byggt 82 hangarer på den östra sidan av flygfältet.
I april 2006 gick Botkyrka Flygklubb samman med Barkarby Flygklubb sedan flygfältet vid F 18 Tullinge lagts ned. Barkarby Flygklubb blev då Sveriges största flygklubb. 
Flygningen på Barkarby upphörde 2010, då flygplatsen stängdes. 
Klubben skapade efter 10 års sökande en ny basering på Vassunda flygfält, tre kilometer väster om Knivsta samhälle, och därvid namnändring till Vassunda Flygklubb.